# Balitora burmanica
Balitora burmanica е вид лъчеперка от семейство Balitoridae.

## Разпространение
Видът е разпространен в Мианмар.